# Abgrallaspis mendax
Abgrallaspis mendax är en insektsart som först beskrevs av Mckenzie 1943.  Abgrallaspis mendax ingår i släktet Abgrallaspis och familjen pansarsköldlöss.
Artens utbredningsområde är Guatemala. Inga underarter finns listade i Catalogue of Life.